# Passing
A passing (ejtsd: [pesszing]) szó nagyjából azt a jelenséget jelöli, hogy valakit a külső jegyei alapján mások besorolnak-e a számára előnyösebb csoportba. Például: egy világosabb bőrű afroamerikait vagy romát a többiek fehérnek tekintenek-e, ha ő annak szeretne látszani?
A passing a negatív csoporttagsághoz kapcsolódó fogalom, a társas mobilitás, azon belül is a disszociáció egyik formája, a kisebbségi csoport egy tagja úgy próbál a csoporttagsága negatív következményeitől megszabadulni, hogy elfedi, eltitkolja eredeti (negatív) csoporttagságát és megpróbál beilleszkedni a többségi csoportba. 
Eredetileg a 20. század elején használták a fogalmat az Egyesült Államokban, akkor, ha egy világosabb bőrű, részben afroamerikai származású (aki a törvények szerint feketének számított) fehérnek szeretett volna látszani, a fehér társadalomban szeretett volna élni, hogy megszabaduljon az elnyomástól. Akkoriban a passing a passing for white-ot jelentette (fehérnek látszani), de ma már létezik a passing for black/colored (feketének/színesbőrűnek látszani) kifejezés is, de általában a többségi csoport vagy társadalom a viszonyítás alapja.
Magyarországon is létezik a passing jelenség a kisebbségek körében. Szakmájukban sikeres roma emberek számoltak be arról, hogy annak ellenére, hogy rasszjegyeik feltűnőek, volt olyan szituáció életükben, mikor nem tekintették őket romának.
A passing megkönnyítheti az egyén életét, például nagyobb eséllyel kaphat állást, azonban stresszel is járhat, mert ha valaki elfedi vagy eltitkolja eredeti csoporttagságát, esetleg tartania kell a lelepleződéstől, illetve megeshet, hogy nem tud beilleszkedni az új, többségi csoportba, de eredeti csoportja már nem fogadja vissza. Azonban a passing nem könnyít a negatív csoport helyzetén.